# 大野真理子
大野 真理子（おおの まりこ、1979年7月25日 - ）は、神奈川県出身の実業家。アパレルブランド「tocco closet」、「&.NOSTALGISA」を運営する「株式会社petters（ペターズ、英文社名：petters.inc)」、健康食品会社「株式会社サウルス（英文社名：saurus.inc）」を経営。美容機器会社「株式会社gaudy village」の取締役を務める。美容家として、メディアでも活動。「株式会社Hi（ハイ、英文社名：Hi Inc.）」所属。

## 略歴
1979年　アパレル業を営む自営業の家に次女として生まれる。兄、姉がいる。
1998年　湘南白百合学園高等学校卒業。
1998年　学習院女子大学に進学。心理学を学ぶ。
2006年、実父の会社にてアパレルブランド「tocco closet」を立ち上げる。
2009年　「株式会社PETTERS」を設立し、「tocco closet」とともに独立。同年、カジュアル系アパレルブランド「&.NOSTALGISA」を立ち上げる。
2010年　結婚。 家業を引き継ぐ。第一子出産。
2015年　第二子出産。
2018年　趣味の“皮膚管理”がこうじて始めたInstagramでライブ配信をスタート。以降、美容誌をはじめとするメディアで美容家としても活躍。
2020年　「株式会社サウルス」より自身で商品開発から販売まで手がけるスキンケア・インナーケアブランド「mukii（ミューキ）」を立ち上げ、「VitaHOLIC（ビタミンCサプリ）」を販売。
2024年　『「皮膚の変態」が本気で選んだ270品　悩みに「効く」コスメ』を講談社より出版。発売初週１万部を超え、重版。ベストセラーとなる。

## 人物
自身で美しさを追求した肌に加え、スキンケア、コスメ、美容医療の豊富な知識と高い審美眼から『皮膚の変態』として注目を浴びる。
UVケアに対しては常軌を逸するレベルで力を入れており、日光が入るスタジオでは日傘をさすほどの徹底ぶり。
1ヶ月の美容代は50万円を超え、これまでに課金した額は都心の一等地にマンションが買えるほど。
毎週水曜日21:00から配信しているインスタライブ『真理子会議』が、婚活女子や夫婦仲の悩みを抱える女性の間で話題に。
家族構成は、地蔵（夫）、娘っち（娘）、息子っち（息子）、ひろし（犬）。

## 出演

### 雑誌
- 美的
- MAQUIA
- VOCE
- Oggi
- CLASSY.
- Eclat
- STORY
- otonaMUSE

### イベント
- SK-II×阪急百貨店うめだ本店イベント
- SENSAI×マンダリン・オリエンタル東京トークイベント

## 著書
- 『「皮膚の変態」が本気で選んだ270品　悩みに「効く」コスメ』[1]（2024年2月12日、講談社）ISBN 978-4065348468